# Скопско земетресение (1555)
 Тази статия е за земетресението от 1555 г..  За това от 1963 г. вижте Скопско земетресение (1963).  За това от 518 г. вижте Скупско земетресение.
Скопското земетресение е земетресение, станало в 1555 година, с епицентър в Скопие, тогава в Османската империя.
Земетресението разрушава част от града. Пострадва значително Скопската чаршия, както и Камен мост, на който четири колони са или разрушени изцяло, или много повредени. Земетресението разрушава и стенописите в горните части на църквата „Свети Пантелеймон“.